# Le Feu follet (1931)
Le Feu follet ('Dwaallicht') is een roman van de Franse schrijver Pierre Drieu La Rochelle uit 1931.

## Totstandkoming
Drieu schreef het boek naar aanleiding van de zelfmoord van zijn vriend Jacques Rigaut in 1929. Eerst schreef hij een Ode à Gonzague en dan begon hij aan de roman.

## Inhoud
In Le Feu follet is de hoofdfiguur van Alain gebaseerd op Rigaut en die van Dubourg op Drieu zelf. De besluiteloze Alain voelt zich ongeliefd en vlucht in de roes van het nachtleven, tot zijn drugsverslaving hem in een ontwenningskliniek brengt. Het boek beschrijft zijn laatste dag en zijn zoektocht naar een reden om te leven. De arts kan hem niet helpen. Zijn oude vriend Dubourg probeert hem vormen van zingeving aan te reiken en spreekt hem aan op zijn passiviteit, maar ook hij faalt. Alain voelt zich vervreemd van de nihilistische samenleving en niet in staat om liefde te krijgen of te geven.

## Nederlandse vertaling
- Dwaallicht, vert. Marijke Arijs, Vleugels, 2024, 128 p.

## Films
Twee bekende films vinden hun oorsprong in het boek:
- Le Feu follet (Louis Malle, 1963)
- Oslo, 31. august (Joachim Trier, 2011)

## Voetnoten
1. 1 2 3  Alexander Roose, "Als een innerlijk kompas ontbreekt" in: De Standaard der Letteren, 4 januari 2025